# الموسيقى والسياسة
لوحظت الصلة بين الموسيقى والسياسة، ولا سيما التعابير السياسية في الأغاني، في العديد من الثقافات. يمكن للموسيقى أن تعبّر عن مناهضة للمؤسسة أو مواضيع احتجاجية، بما في ذلك الأغاني المناهضة للحرب، إلا أنه يمكن لها أن تعبر أيضًا عن الأفكار المؤيدة للمؤسسة، كالأناشيد والأغاني الوطنية والحملات السياسية. وبالإمكان وصف العديد من أنماط الأغاني هذه بالأغاني الملتزمة.

## مقدمة
على الرغم من أن الموسيقى تؤثر على الحركات والطقوس السياسية، فمن غير الواضح كيف يجري ذلك وإلى أي حد يمكن أن ترتبط الجماهير بالموسيقى على المستوى السياسي. يمكن أن تُستخدم الأغاني لتوصيف رسالة سياسية محددة. إلا أنه قد تكون هناك حدود لإيصال رسائل كهذه، إذ إنه حتى الأغاني السياسية بشكل صريح تصاغ بحسب سياقها السياسي المعاصر وتشير إليه، مما يجعل فهم التاريخ والأحداث التي ألهمت تلك الموسيقى أمرًا ضروريًا لفهم تلك الرسالة بصورة تامة. ويمكن أيضًا أن تكون طبيعة تلك الرسالة غامضة لأن تعريف «الموسيقى السياسية» يمكن أن يطبق إما على الأغاني التي تكتفي بالتعليق على مواضيع سياسية، وهي أغاني يمكن أن تطرح رأيًا مناصرًا، أو على الأغاني التي تذهب أبعد من ذلك وتؤيد فعلًا سياسيًا معينًا. ولذلك جرى التمييز، مثلًا، بين استخدام الموسيقى كأداة لنشر الوعي وبين الموسيقى بصفتها أداة تأييد سياسي.
إضافة إلى ذلك، يمكن اعتبار بعض أنماط الموسيقى سياسية وفقًا لصلاتها الثقافية، بصرف النظر عن محتواها السياسي، كما يتضح من الطريقة التي خضعت فيها موسيقى فرق البوب\روك الغربية، كالبيتلز، للرقابة من قبل الدولة في الكتلة الشرقية في الستينيات والسبعينيات من القرن العشرين، في حين تبناها الجيل الشاب كرمز للتغيير الاجتماعي. ويشير ذلك إلى إمكانية وجود تباينات بين النوايا السياسية للموسيقيين (إن كانت هناك أي نوايا)، وبين تلقّي باقي المجتمع لموسيقاهم. وخلافًا لذلك، هناك إمكانية ألا يصل إلى الجماهير المستهدفة المحتوى السياسي المقصود، ومن بين الأسباب التي تفضي إلى ذلك غموض الرسالة أو طريقة إيصالها، أو لا مبالاة الجمهور ونفوره.
من الصعب التكهن بالكيفية التي سيستجيب من خلالها الجمهور للموسيقا السياسية، من ناحية دلالاتها السمعية أو حتى البصرية. على سبيل المثال، وجد بلايك وزيلمان أنه «خلافًا للتوقعات، فإن الطلاب الثوريين إلى درجة كبيرة لم يستمتعوا بفيديوهات الروك المتحدية أكثر مما استمتع بها نظراؤهم الأقل ثورية، ولا حتى أنهم استمعوا إلى موسيقى الروك المتحدية أكثر مما فعل نظراؤهم»، الأمر الذي يشير إلى صلة ضعيفة بين السلوك والذوق الموسيقي. حاجج بيدلتي وكيفي أنه «من غير الواضح إلى أي حد تتحفز الجماهير من خلال الرسائل السياسية التي تحيط بالموسيقى وتوجد ضمنها، أو الحد الذي أصبحت فيه محرضًا للنقاش، [أو] الحد الذي تقوم به بوظيفتها الجمالية».
إلا أن بيدلتي وكيفي يستشهدان في المقابل ببحث يتوصل، استنادًا إلى قراءات تفسيرية للكلمات والأداء مع تشديد كبير على السياقات التاريخية والصلات مع جماعات اجتماعية، إلى أنه «في حال توافرت الظروف التاريخية المناسبة، فبوسع الظروف الثقافية والميزات الجمالية والموسيقى الشعبية أن تساهم في توحيد البشر في تشكيل جماعات سياسية فعالة».
أشارت أيضًا أبحاث أجريت مؤخرًا إلى استخدام التربية الموسيقية في العديد من المدارس في مختلف أنحاء العالم، بما في ذلك الأمم الديمقراطية الحديثة، لغايات أيديولوجية في غرس الوطنية لدى الأطفال، وأنه يمكن للغناء خلال أوقات الحرب بشكل خاص أن يتزايد ليلهم جينغوية تدميرية.
كتب أفلاطون: «الابتكار الموسيقي مليء بأخطار على الدولة بأسرها، وينبغي أن يُحظر. فدائمًا ما تتغير القوانين الرئيسية للدولة مع تغير أنواع الموسيقى»، على الرغم من أن ذلك كان قد كُتب كتحذير، فبالإمكان أخذه كبيان ثوري بأن الموسيقى هي أكثر بكثير من مجرد ألحان ونغمات، بل هي حركة هامة في حيوات جميع البشر.

## الموسيقى الشعبية

### إحياء الموسيقى الشعبية الأمريكية
قد تكون أغنية «وي شال أوفركام» أشهر مثال عن موسيقى الفولك السياسية، وقد كانت في هذه الحالة صرخة استقطاب لحركة الحقوق المدنية في الولايات المتحدة. انخرط بيت سيغر في الترويج لهذه الأغنية، وفعل ذلك أيضًا جوان بايز. في أوائل القرن العشرين، أفضت ظروف العمل الصعبة والصراع الطبقي إلى تنامي الحركة العمالية وأيدت أغنيات عديدة الإصلاح السياسي والاجتماعي. كان جو هيل، أحد أعضاء حركة عمال العالم الصناعيين الذين كانوا يسمون ب«الووبليز»، أشهر مؤلفي الأغاني في مطلع القرن العشرين. لاحقًا، منذ الأربعينيات حتى الستينيات من القرن العشرين، لعبت فرقتا ألماناك سينغرز وذا ويفرز دورًا في إحياء هذا النوع من الموسيقى السياسية الاجتماعية. وكانت أغنية وودي غثري «ذيس إز يور لاند» واحدة من أشهر أغاني موسيقى الفولك، وكانت كلمات الأغنية توضح وطنية غثري الاشتراكية. وكانت أغنية بيت سيغر «وير هاف أول ذا فلورز غان» أغنية احتجاجية شعبية مناهضة للحرب. ونالت أغان عديدة من هذا النمط شعبية خلال فترة حرب فيتنام. وحققت أغنية فرقة بيتر بول آند ماري «بلوين إن ذا ويند»، التي ألفها بوب ديلان نجاحًا كبيرًا وأشارت إلى أن الجيل الأحدث سنًا بات أكثر وعيًا بالمشكلات العالمية من أعداد كبيرة من الجيل الأكبر سنًا. في عام ١٩٦٤ تصدرت أغنية جوان بايز «ذير بت فور فورتشن» (من تأليف فيل أوتشس) قائمة أفضل عشر أغان في المملكة المتحدة، وقد كانت تلك الأغنية احتجاجًا من أجل الضحايا الأبرياء للسياسات التمييزية أو غير الإنسانية. وقد برز العديد من مؤلفي الأغاني الملتزمة التي تحمل رسائل سياسية واجتماعية مع إحياء موسيقى الفولك في الستينيات من القرن العشرين، من بينهم بوب ديلان وجوان بايز وفيل أوتشس وتوم باكستون وبافي سانت ميري وجودي كولينز وأرلو غثري وآخرين.
يمكن اعتبار إحياء موسيقى الفولك إعادة اختراع سياسي للموسيقى التقليدية، وهو تطور نال زخمًا من خلال أغلفة الألبومات ذات الميول اليسارية لموسيقى الفولك ومجلات مثل سينغ آوت وبرودسايد. بدأ هذا الإحياء في الثلاثينيات من القرن العشرين واستمر حتى ما بعد الحرب العالمية الثانية. في هذه الفترة نالت أغاني موسيقى الفولك شعبية بواسطة استخدام ترنيمات وأغان قديمة غُيرت كلماتها لتتكيف مع الظروف السياسية والاجتماعية الراهنة. لعب المشرفون على المحفوظات وفنانون مثل آلان لوماكس وليد بيلي ووودي غثري دورًا محوريًا في رواج موسيقى الفولك، وبات هؤلاء المغنون يُعرفون بمغني لوماكس. كانت تلك فترة لموسيقى الفولك عبر فيها بعض الفنانين وأغانيهم عن رسائل سياسية واضحة بهدف التأثير على الرأي العام وحشد التأييد.